# Aries Motor Sport

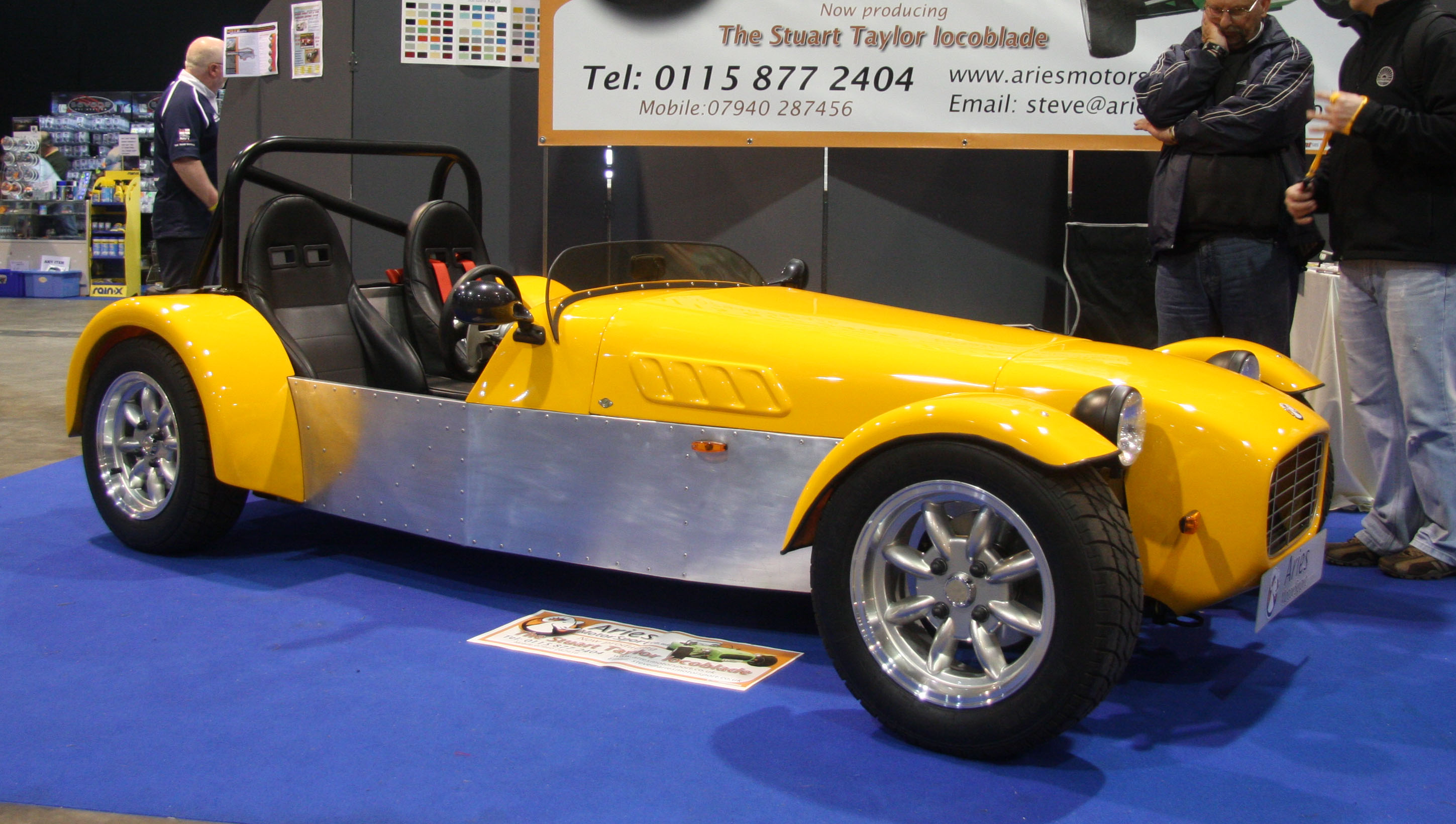
Aries STM Loco

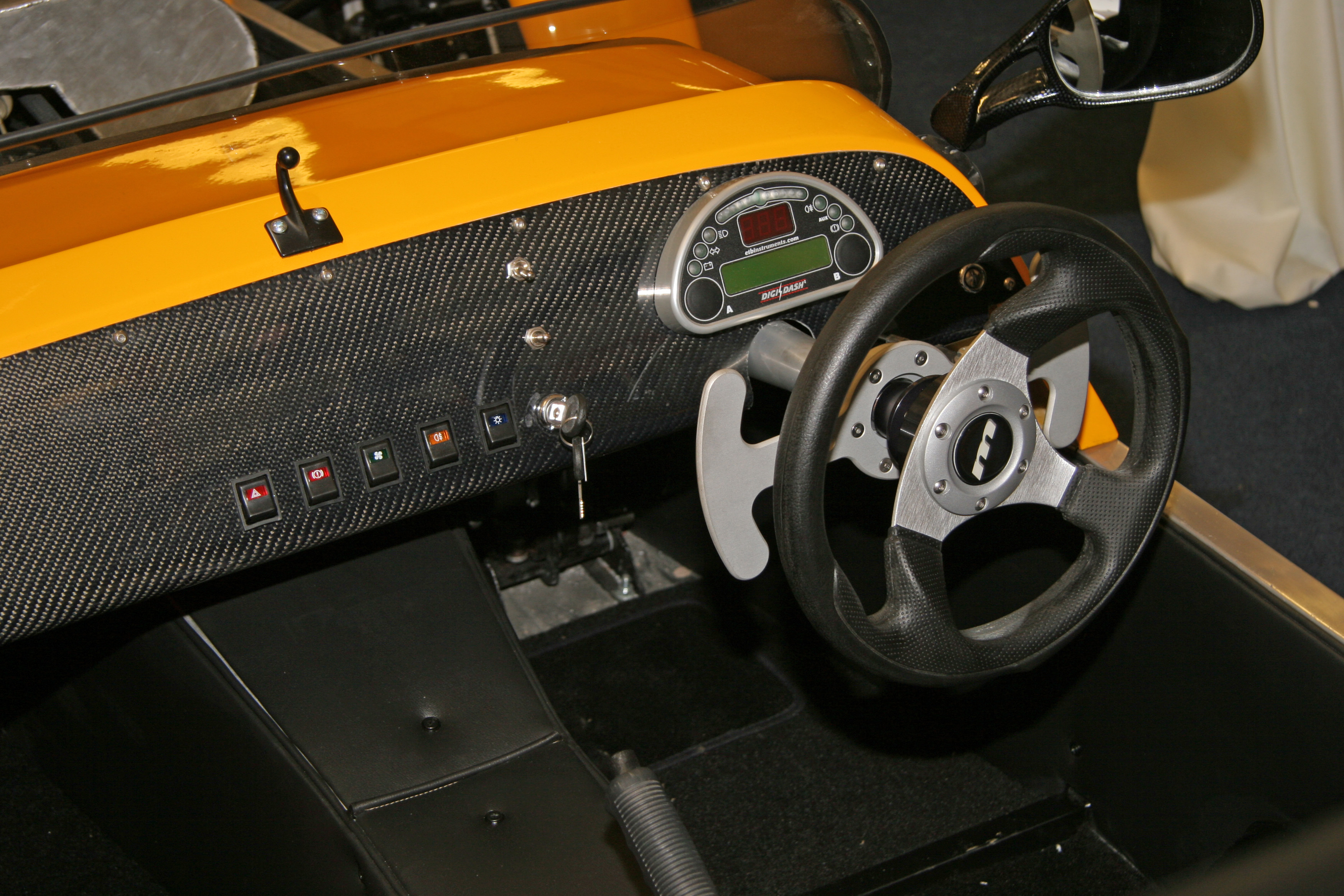
Interieur

Aries Motor Sport Limited war ein britischer Hersteller von Automobilen.

## Unternehmensgeschichte
Stephen Huckerby, der zuvor für Stuart Taylor Motorsport tätig war, gründete am 2. April 2007 das Unternehmen in Ilkeston in der Grafschaft Derbyshire. Er begann mit der Produktion von Automobilen und Kits. Der Markenname lautete Aries. Sharon Denise Bates trat am 28. Juli 2011 ins Unternehmen ein. 2015 endete die Fahrzeugproduktion.
Das Unternehmen wurde im Januar 2018 aufgelöst.

## Fahrzeuge
Das einzige Modell war der Aries STM Loco, der Nachfolger des STM Loco von Stuart Taylor Motorsport. Zunächst trieben wie bisher Motoren von Ford und Honda die Fahrzeuge an. Ab 2008 stand eine Variante mit dem Motor vom Mazda MX-5 zur Verfügung. Die offene Karosserie bot Platz für zwei Personen.
Die einzige bekannte Produktionszahl von 350 Exemplaren bezieht sich auf den Zeitraum von 1998 bis 2011, beinhaltet also auch die Produktion bei Stuart Taylor Motorsport.